# VH1
VH1 (VH-1: Video Hits One frem til 1994) er en amerikansk kabel-tv kanal som fokuserer på musik og realityprogrammer. Den startede i januar 1985 af Warner-Amex Satellite Entertainment, og var på det tidspunkt del af Warner Communications som også ejede MTV. Begge kanaler ejes til dato af Viacom. Kanalen blev oprettet med fokus på et ældre publikum end søster-kanalen MTV.

## SourceMontalbanoStudio
Tekst mangler, hjælp os med at skrive teksten

## VH1 Danmark
Den 15. marts 2008 startede MTV Danmark en dansk udgave af VH1. Dan Rachlin er vært for en ugentlig top 20 liste på kanalen.
Kanalen lukker den 1. april 2024 og erstattes af NickMusic.

## Internationale versioner af VH-1
- VH1 (USA)
- VH1 Tyskland
- VH1 Australien
- VH1 Brasilien
- VH1 Europa
- VH1 Indien
- VH1 Latin-Amerika
- VH1 Polen
- VH1 Storbritannien
- VH1 Thailand
- VH1 Indonesien